# 配位圏

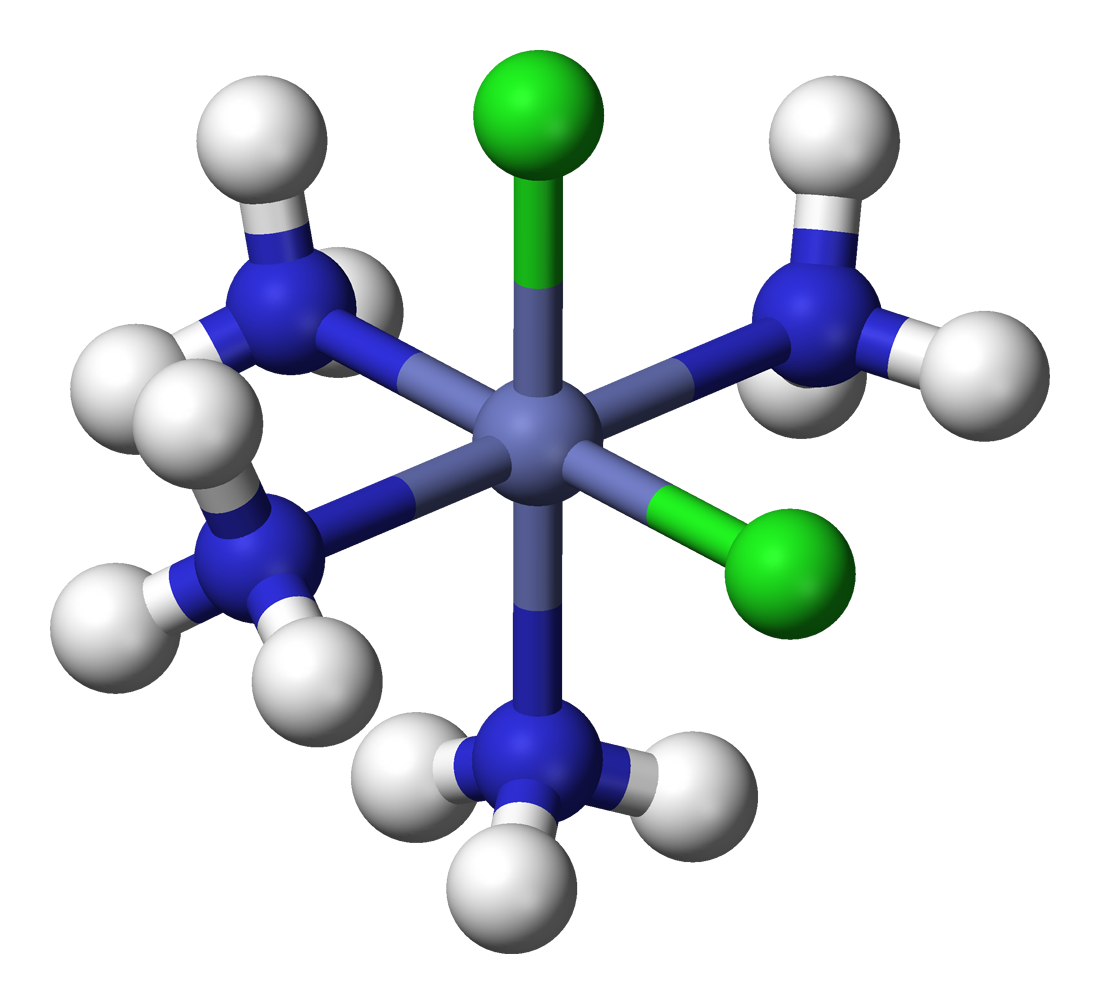
cis-[CoCl_{2}(NH_{3})_{4}]^{+}
コバルトイオンの周りの配位圏。

第一配位圏（だいいちはいいけん、primary or first coordination sphere）または単に配位圏（はいいけん、Coordination sphere）とは、錯体中の金属イオンに直接配位子が結合する範囲のことである。